# President Quirino, Sultan Kudarat
President Quirino là một đô thị hạng 4 ở tỉnh Sultan Kudarat, Philippines. Theo điều tra dân số năm 2000, đô thị này có dân số 32.721 người trong 6.522 hộ.

## Các đơn vị hành chính
President Quirino được chia thành 19 barangay.
| - Bagumbayan - Bannawag - Bayawa - C. Mangilala - Estrella - Kalanawe I - Kalanawe II - katico - Malingon - Mangalen | - Pedtubo - Poblacion (Sambulawan) - Romualdez - San Jose - San Pedro (Tuato) - Sinakulay - Suben - Tinaungan - Tual (Liguasan) |